# River Ravensbourne
Der River Ravensbourne ist ein Wasserlauf in Greater London. Er entsteht als Ravens Bourne in Keston im London Borough of Bromley. Er fließt in nördlicher Richtung und wechselt seinen Namen zum River Ravensbourne in Bromley, kurz bevor er in den London Borough of Lewisham fließt.
Sein Oberlauf nördlich des Bahnhofs Deptford Bridge trägt den Namen Deptford Creek. Der Fluss wird hier zunächst zwischen Lewisham und dem Royal Borough of Greenwich geteilt. Die Mündung des Flusses in die Themse erfolgt dann in Greenwich.
Die Docklands Light Railway folgt dem Lauf des Flusses von der Station Lewisham bis kurz vor der Station Greenwich.
Am 17. Juni 1497 fand die Schlacht von Deptford Bridge am Ravensbourne statt.